# Steinköpfe (Naturschutzgebiet)
Koordinaten: 51° 44′ 48″ N, 10° 59′ 10″ O
Die Steinköpfe ist ein Naturschutzgebiet in den Städten Blankenburg (Harz) und Thale im Landkreis Harz in Sachsen-Anhalt.
Das Naturschutzgebiet mit dem Kennzeichen NSG 0186 ist rund 620 Hektar groß. Es ist Bestandteil des FFH-Gebietes „Bodetal und Laubwälder des Harzrandes bei Thale“ und des EU-Vogelschutzgebietes „Nordöstlicher Unterharz“. Das Naturschutzgebiet wird zu einem großen Teil vom Landschaftsschutzgebiet „Harz und Vorländer“ umgeben. Im Südosten grenzt es an das Naturschutzgebiet „Bodetal“. Das Gebiet steht seit 1998 unter Schutz (Datum der Verordnung: 5. November 1998). Zuständige untere Naturschutzbehörde ist der Landkreis Harz.
Das Naturschutzgebiet liegt westlich von Thale und südöstlich von Blankenburg (Harz) im Naturpark Harz/Sachsen-Anhalt. Es wird von naturnahen Waldgesellschaften, Felsformationen und Felsfluren sowie naturnahen Fließgewässern geprägt. Das Naturschutzgebiet schließt mehrere Berge ein, darunter Krugberg und Steinköpfe sowie weitere Berggipfel. Dazwischen verlaufen mehrere Bachtäler. Der Hauptbach fließt dem nördlich verlaufenden Silberbach zu, einem Nebenbach der Bode.
Die Waldgesellschaften im Naturschutzgebiet sind überwiegend Buchenwälder, die als Waldmeister-Rotbuchenwälder und Hainsimsen-Rotbuchenwälder auftreten. Auf sonnigen Oberhängen stocken auch submontane Waldlabkraut-Eichen-Hainbuchenwälder mit Winterlinden. Weiterhin sind Fingerkraut-Eichentrockenwälder und Färberginster-Eichenwälder mit beigemischten Birken zu finden.
Auf felsigen Standorten wachsen Nabelflechten-Gesellschaften und Blasenfarn-Gesellschaften, wenn diese überwiegend beschattet sind. Am Fuße von Blockschutthalden siedeln Rasensteinbrech-Gesellschaften. Im Naturschutzgebiet sind mehrere aufgelassene Steinbrüche vorhanden, die als Sekundärbiotop eine Bedeutung haben.
Das Naturschutzgebiet ist u. a. Lebensraum von Mittelspecht, Wildkatze, Haselmaus, Kreuzotter, Waldeidechse sowie in den Bächen von Bachforelle und verschiedene Eintags- und Steinfliegen.
Durch das Naturschutzgebiet verläuft die Landesstraße 93. Das Naturschutzgebiet ist über mehrere Wanderwege erlebbar.